# Media gateway
Pour les articles homonymes, voir Gateway.

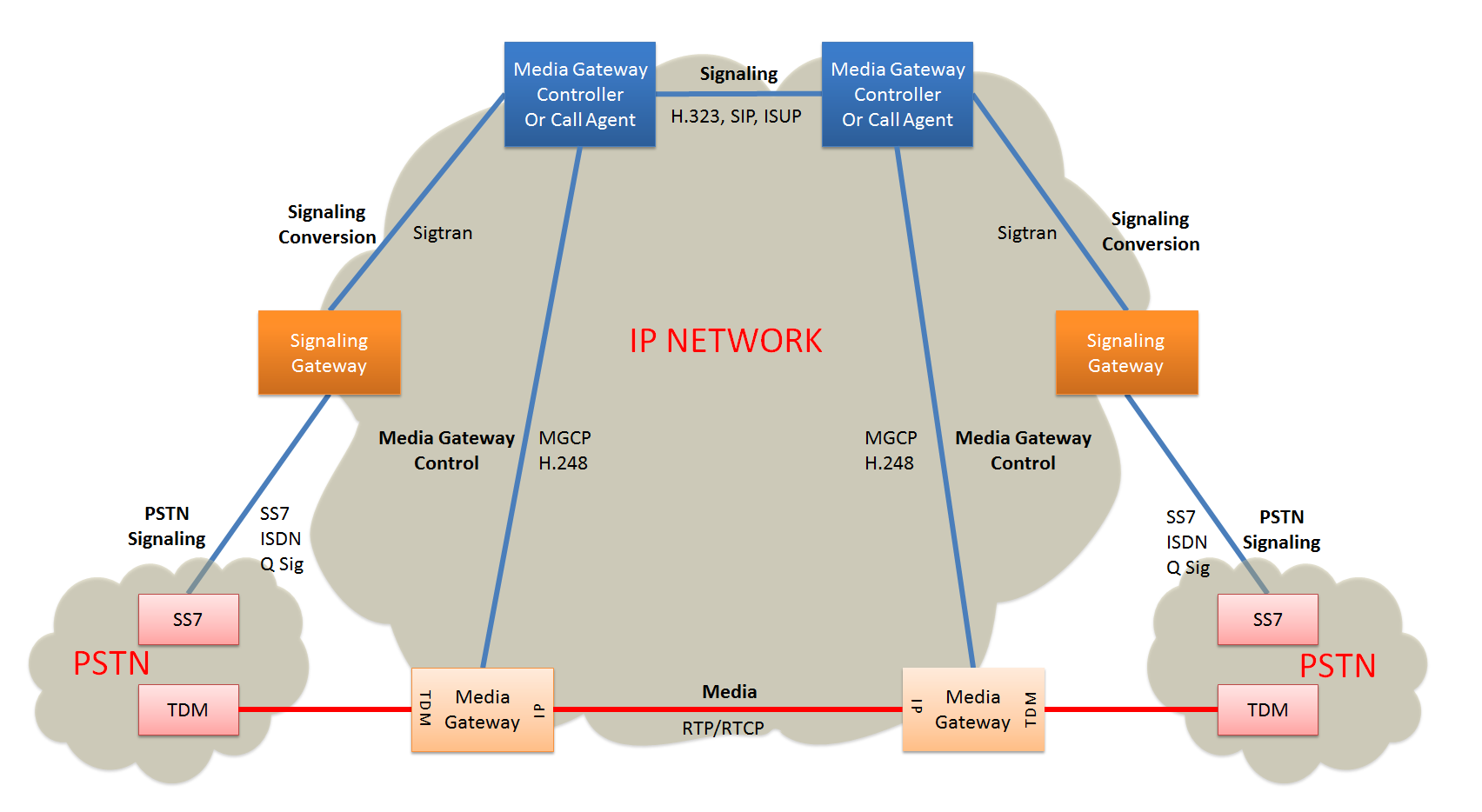
Les media gateways sont utilisées pour le transcodage des médias entre le RTPC et les réseaux IP.

Un media gateway est un équipement ou un service de conversion qui transforme et convertit des flux multimédia (voix ou vidéo) entre des réseaux de télécommunication utilisant des techniques de codage disparates (par exemple PSTN, réseau de téléphonie mobile, next generation network ou PABX). Il permet également la communication entre des réseaux de nouvelle génération et des réseaux fixes ou mobiles, au travers de plusieurs protocoles de signalisation tels que, par exemple, le SS7, l'Asynchronous Transfer Mode (ATM) ou l'Internet Protocol (IP).